# Joseph Dombrowski
Joseph Lloyd Dombrowski, detto Joe (Marshall, 12 maggio 1991), è un ex ciclista su strada statunitense, professionista dal 2013 al 2023. Aveva ottime doti di scalatore; fra i dilettanti ha vinto il Girobio nel 2012.

## Palmarès

### Strada
- 2011 (Trek-Livestrong)

5ª tappa Giro della Valle d'Aosta (Châtillon > Torgnon)
- 2012 (Trek-Livestrong)

4ª tappa Girobio (Avezzano > Monte Terminillo)
8ª tappa Girobio (Rovereto > Passo Gavia)
Classifica generale Girobio
- 2015 (Team Cannondale-Garmin, due vittorie)

6ª tappa Tour of Utah (Salt Lake City > Snowbird)
Classifica generale Tour of Utah
- 2019 (EF Education First, una vittoria)

6ª tappa Tour of Utah (Park City > Park City)
- 2021 (UAE Team Emirates, una vittoria)

4ª tappa Giro d'Italia (Piacenza > Sestola)

### Altri successi
- 2011 (Trek-Livestrong)

Classifica scalatori Ronde de l'Isard
- 2012 (Trek-Livestrong)

Classifica giovani Tour of the Gila
Classifica giovani Girobio
Classifica giovani Tour of Utah
Classifica giovani USA Pro Cycling Challenge
- 2013 (Sky Procycling)

1ª tappa, 2ª semitappa Giro del Trentino (Lienz, cronosquadre)

## Piazzamenti

### Grandi Giri
- Giro d'Italia

2016: 34º
2017: 69º
2018: 63º
2019: 12º
2020: 43º
2021: non partito (6ª tappa)
2022: 22º
2023: 59º
- Tour de France

2022: 42º
- Vuelta a España

2015: 46º
2016: 88º
2017: 101º
2021: 39º
2023: 57º

### Classiche monumento
- Giro di Lombardia

2015: ritirato
2018: ritirato

### Competizioni mondiali
- Campionati del mondo

Copenaghen 2011 - In linea Under-23: 128º
Limburgo 2012 - In linea Under-23: 91º